# Marsdenia latifolia
Marsdenia latifolia är en oleanderväxtart som först beskrevs av George Bentham, och fick sitt nu gällande namn av Karl Moritz Schumann. Marsdenia latifolia ingår i släktet Marsdenia och familjen oleanderväxter. Inga underarter finns listade i Catalogue of Life.